# Руски изследователски модул
Руския изследователски модул трябваше да бъде руския компонент от Международната космическа станция (МКС), който да предостави удобства за руските експерименти и изследвания.
Първоначално са проектирани два такива модула, но поради финансови затруднения се налага конструирането на единия (Универсалния скачващ модул) да бъде отказано по-рано в програмата оставяйки само изследователския модул и Многофункционалния лабораторен модул. Планира се руския изследователски модул да бъде построен и изстрелян през 2010 г. или по-късно.

## Отказване изстрелването на модула
През 2007 година е решено поради продължаващите финансови затруднения и втория руски модул да бъде отказан. Той е заменен от модула Рассвет.